# Kostel Narození Panny Marie (Vodňany)
Římskokatolický kostel narození Panny Marie ve Vodňanech se nachází v severozápadním rohu náměstí Svobody a tvoří dominantu města i širokého okolí. Kostel byl postavený v první polovině 15. století v gotickém slohu. Během let byl několikrát přestavován a opravován. Exteriér i interiér zdobí sgrafita a fresky, vytvořené podle návrhů Mikoláše Alše. Kostel je nemovitou kulturní památkou.

## Historie
Původní kostel byl pravděpodobně založen současně s městem, jelikož první písemná zmínka o něm se váže k roku 1327. Jako farní se připomíná od roku 1336. V 1. polovině 15. století kostel dostavěl mistr Jaklík a jeho syn Václav ve vrcholně gotickém slohu. K další zásadní změně došlo v 80. letech 16. století, kdy byla přistavěna severní loď s kruchtou a předsíní. Stavbu provedl původem italský stavitel žijící v Českých Budějovicích, Vincenc Vogarelli. Po 138 letech na to, v roce 1722, zachvátil město požár, kostel byl značně poškozen, i zvony se žárem ohně roztavily. Poté byl kostel restaurován – v roce 1734 byla dostavěna věž a v roce 1737 byly pořízeny nové varhany.
Hřbitov, který se kolem kostela rozkládal, byl v roce 1784 zrušen, včetně kapliček z poloviny 18. století, které se nacházely v jeho ohradní zdi.
Další úpravy proběhly v letech 1875–1876 a dále v období 1894–1896, kdy byl kostel Rudolfem Stechem podle návrhu Josefa Mockera regotizován. Interiéry a renesanční štíty byly vyzdobeny podle návrhů Mikoláše Alše. Opravený a okrášlený kostel vysvětil dne 25. října 1896 českobudějovický biskup Martin Josef Říha.

## Popis stavby
Kostel Narození Panny Marie je orientovaná dvoulodní stavba s pětibokým uzavřeným kněžištěm. Hlavní loď má obdélný půdorys o velikosti 19,10 × 8,75 m. Presbytář má rozměry 20,00 × 8,73 m. Boční loď je 4,50 m široká a otevírá se do hlavní lodi čtyřmi polokruhovými oblouky. Hlavní i boční loď, presbytář a sakristie jsou zaklenuty křížovými žebrovými klenbami. Křížová žebra klenby dosedají na konzoly, které jsou ozdobné kamennými hlavami. Ke kostelu je z jižní strany přistavěna věž, dále jsou z jihu, západu a severu přistavěny předsíně. Hlavní vstup je ze západní strany. Na západě je rovněž přistavěno schodiště na kruchtu a na půdu. Tento pětipatrový přístavek je ukončen renesančním dvouetážovým volutovým štítem, je členěný pilastry, římsami a dvěma okenními otvory ve štukové šambráně. Štít je vyplněn sgrafity s rostlinnými motivy.

## Exteriér
Nad hlavním vchodem je v tympanonu polopostava žehnajícího Krista se symboly eucharistie (kalich a hostie). Na západní straně fasády hlavní lodi je dle návrhu Mikoláše Alše namalovaný ozdobný pás se znakem města Vodňan uprostřed, po stranách jsou dva pelikáni – symbol Kristovy oběti. Fasáda kostela je dále vyzdobena sgrafity ve štítech, rovněž podle návrhů Mikoláše Alše:
- západní štít hlavní lodi: shora Beránek Boží, dále nebeští ochránci českých zemí – svatý Metoděj a svatý Cyril, pod nimi svatý Prokop, svatý Václav, svatá Ludmila, svatý Vojtěch a anděl
- západní štít schodišťové vížky: rostlinné motivy
- jižní štít: orlice – symbol Božího slova
- severní štít: Panna Maria Královna mezi dvěma anděly

Před kostelem, na jižní straně, stojí Misijní kříž z roku 1853, obnovený roku 2003. V letech 2020-2021 opět ožil a stejně jako v jiných českých městech zapálené svíčky kolem něj slouží k uctění obětí pandemie covidu 19.

## Interiér

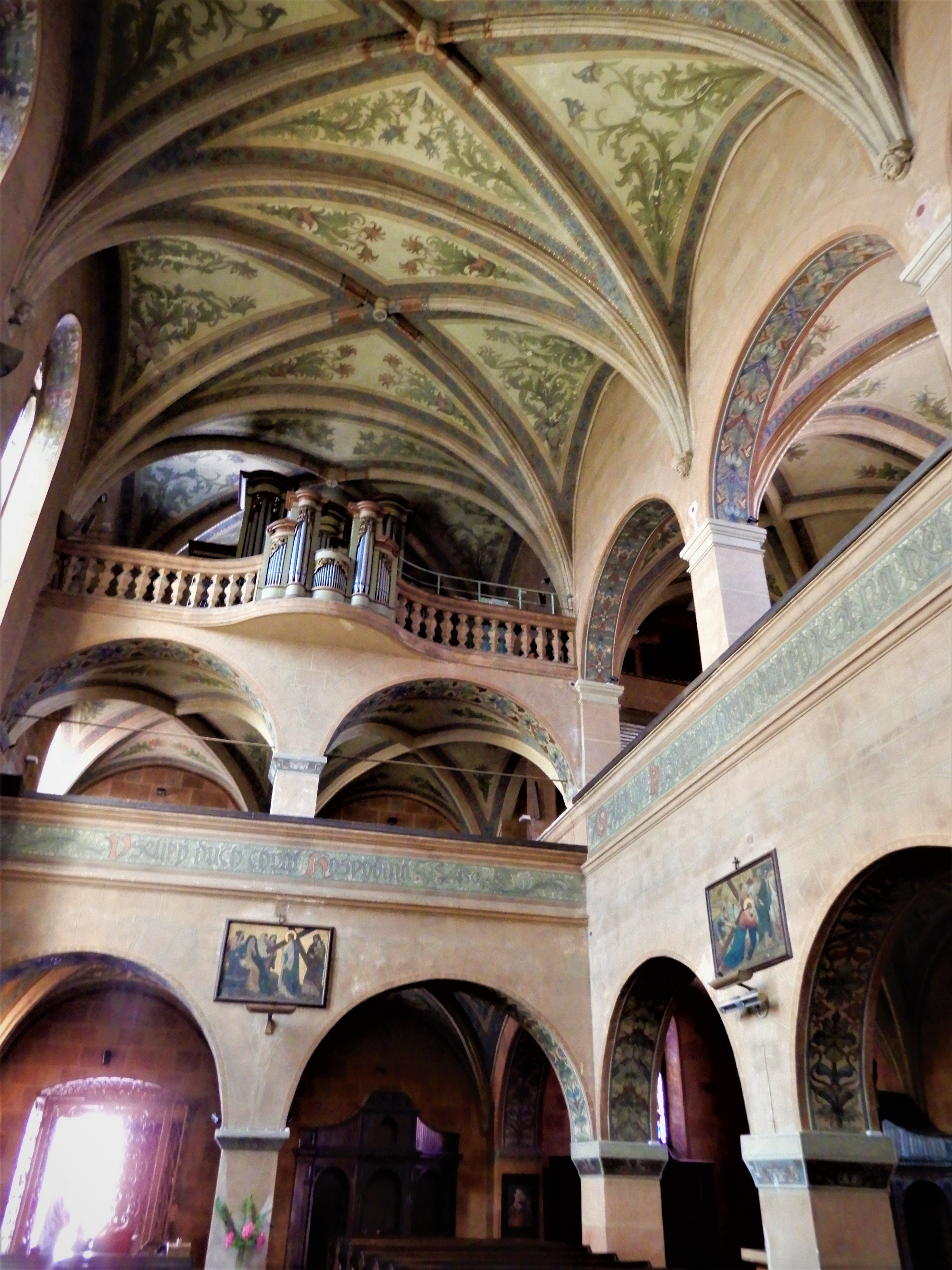
Dvoulodí s emporou a kruchtou

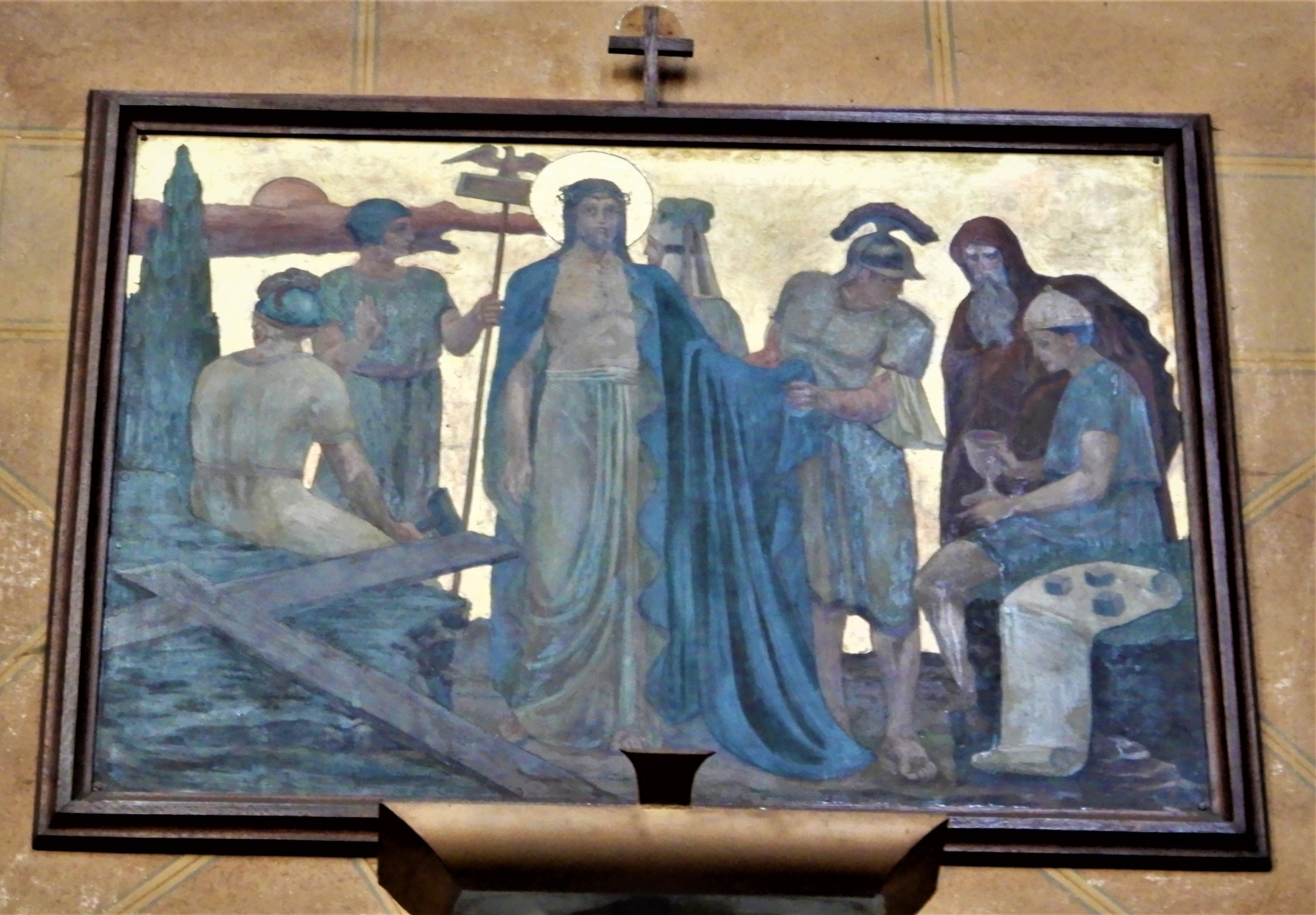
Josef Bosáček: Kristus svlékán z roucha, z křížové cesty

Dvoulodní dispozice chrámu je unikátní svým asymetrickým řešením: v době renesanční byla přistavěna na severní straně empora, která je spojena se zpěváckou tribunou (kruchtou), nad kterou je další klenutá kruchta varhanní. Na jižní straně empora chybí. 
Kostel je uvnitř vyzdoben figurálními a ornamentálními nástěnnými malbami, které podle návrhů Mikoláše Alše provedl Josef Bosáček. Zajímavostí jsou čtyři vodňanští kapři, namalovaní na klenbě nad hlavním oltářem. Josef Bosáček je rovněž autorem obrazů křížové cesty, namalovaných ve stylu nazarénů s prvky secese,  a novorenesančních fresek čtyř evangelistů s jejich emblémy na kazatelně. Vitrážová okna v presbytáři jsou taktéž zhotovena podle návrhů Mikoláše Alše. Jeho návrhové kartóny, kreslené uhlem a rudkou, jsou spolu s částmi barokního mobiliáře kostela vystaveny v Městském muzeu a galerii Vodňany. Nástěnná výzdoba chrámu byla následně několikrát restaurována, a to roku 1927, v letech 1958–1960, v letech 1978–1982 zároveň s fasádou kostela, dále v letech 1996–1999 a nejnověji v roce 2008.

### Oltáře
Všechny oltáře mají novogotickou architekturu a nahradily starší výzdobu, z níž pocházejí například cenné barokní sochy Lazara Widmana, vystavené v muzeu.
V presbytáři se nachází hlavní oltář z hořického pískovce, který zhotovila kamenická firma bratrů Františka a Ludvíka Wurzlových z Prahy, podle návrhu Mikoláše Alše. Po pravé straně presbytáře je svatý Kříž, po levé straně oltář svatého Jana Nepomuckého a vpředu oltářní menza pokoncilní liturgie čelem k lidu. V severní boční lodi je oltář Božího hrobu, na který se o Vánocích staví betlém, a oltář Panny Marie Lurdské. Křtitelnice je tesaná z vápence a má tepané měděné víko ve tvaru pozdně gotické fiály s kytkou na vrcholu.

### Fresky
- na klenebních čelech v závěru presbytáře: uprostřed Ježíš Kristus Král, po jeho pravici evangelisté Lukáš a Matouš, po levici Marek a Jan
- nad hlavním oltářem na klenbě: čtyři kapři
- na vítězném oblouku vpravo: Kristus Slitovník
- na vítězném oblouku vlevo: svatá Maří Magdaléna

### Vitrážová okna
- v presbytáři vpravo: Narození Páně, Klanění pastýřů a Tří králů (tzv. vánoční); věnovala obec královského města Vodňan
- v presbytáři přímo za hlavním oltářem: ke cti Panny Marie; věnovaly vodňanské ženy a dívky
- v presbytáři vlevo: Zvěstování Panně Marii (Zvěstování Páně); věnovala Spořitelna města Vodňan
- v boční lodi: Stolec Boží moudrosti,  návrh Jan Zachariáš Quast z Písku; ke cti Nejsvětější Trojice věnoval roku 1896 spisovatel František Herites na památku svých rodičů
- v boční lodi, vlevo: skutky křesťanského milosrdenství; věnoval v roce 1971 Blahomír Žahour na památku manželky Anny
- v boční lodi, u vchodu vlevo: sedm svátostí; věnoval v roce 1971 Blahomír Žahour na památku rodičů Antonína a Antonie
- u vchodu vpravo: „Pán můj a Bůh můj.“ Věnoval v roce 1971 Blahomír Žahour na paměť Msgre. Tomáše Chromého, apoštola vídeňských Čechů[2]

### Varhany
V roce 1737 byly pořízeny nové varhany od Jana Hönera z Bechyně. V roce 1926 je nahradily varhany od Eduarda Hubeného z Protivína. Varhany jsou novodobě přestavěny.

## Věž a zvony

### Věž
Kostelní věž stojí na jižní straně kostela mezi presbytářem a hlavní lodí, je 64 m vysoká a je zde umístěno šest zvonů. Na věži jsou namalovány tři znaky, a to na východní straně znak města Vodňan, na jižní straně znak Království českého a na západní straně znak děkana Antonína Vokouna (1719–1738). V roce 1865 do věže uhodil blesk a při následné opravě v letech 1875–1876 věž získala současnou podobu. Dále jsou na věži hodiny, hodinový stroj je z roku 1981. Při západní straně věže je v dlažbě z malých, barevně odlišných, kamenných kostek vytvořen kruh se středovým nápisem 1917. Je to památka na zvon, který se při rekvizici v roce 1917 pádem na zem roztříštil.

### Zvony
Historie zvonů byla složitá, původní zvony byly zničeny, roztavily se při požáru města 27. května 1722. Zvonovina byla použita pro výrobu dvou nových zvonů v roce 1725. Zvony byly postiženy válečnými rekvizicemi v letech 1917 a 1942. Zachráněn byl jen největší zvon Marek. V roce 1972 byly zvony doplněny do původního počtu. Ve výčtu jsou zvony seřazeny podle velikosti:
- Svatý Marek – byl odlit v roce 1725 a v roce 1727 jej posvětil zlatokorunský opat Filip Bajer. Zvon se podařilo uchránit před válečnými rekvizicemi. Zvon má hmotnost přibližně 3 400 kg, spodní průměr 172 cm, hlavní nárazový tón je h0. Ulil jej pražský malostranský zvonař Valentin Lišák (Lissiack). Na plášti jsou reliéfy Svatého Václava a Svatého Marka a znak města Vodňan.[3]
- Svatá Maria – zvon byl odlit v roce 1971 v tradiční zvonařské dílně rodiny Schillingů v německém městě Apolda (bývalá NDR), posvěcen byl v roce 1972. Jeho hmotnost je 1 359 kg, průměr 126 cm, hlavní tón je e1.
- Svatý Václav – zvon byl odlit v roce 1971 ve zvonařské dílně rodiny Schillingů v německém městě Apolda, posvěcen byl v roce 1972, jeho hmotnost je 617 kg, průměr 98,5 cm, hlavní tón je gis1.
- Svatá Cecilie – zvon odlil v roce 1887 zvonař Ludvík Edel ve Štrasburku, tehdy v Německu. Zvon byl po 2. světové válce převezen z Netolic. Má hmotnost 280 kg, spodní průměr 78 cm, hlavní tón h1.
- Svatý Jan – byl odlit v roce 1971 ve zvonařské dílně rodiny Schillingů v městě Apolda, posvěcen byl v roce 1972. Zvon má hmotnost 229 kg, spodní průměr 72 cm, hlavní nárazový tón je cis2.
- Umíráček – je nejstarší zvon ze začátku 16. století a zároveň nejmenší. Ve 2. světové válce byl rekvírován, ale po jejím skončení byl do Vodňan vrácen. Váží přibližně 65 kg, spodní průměr je 45 cm, hlavní nárazový tón je h2. Zvon má český nápis „Já mistr Pavel Konvář z Prahy ke cti chvále Pánu Bohu na svatém Janu“.

## Galerie

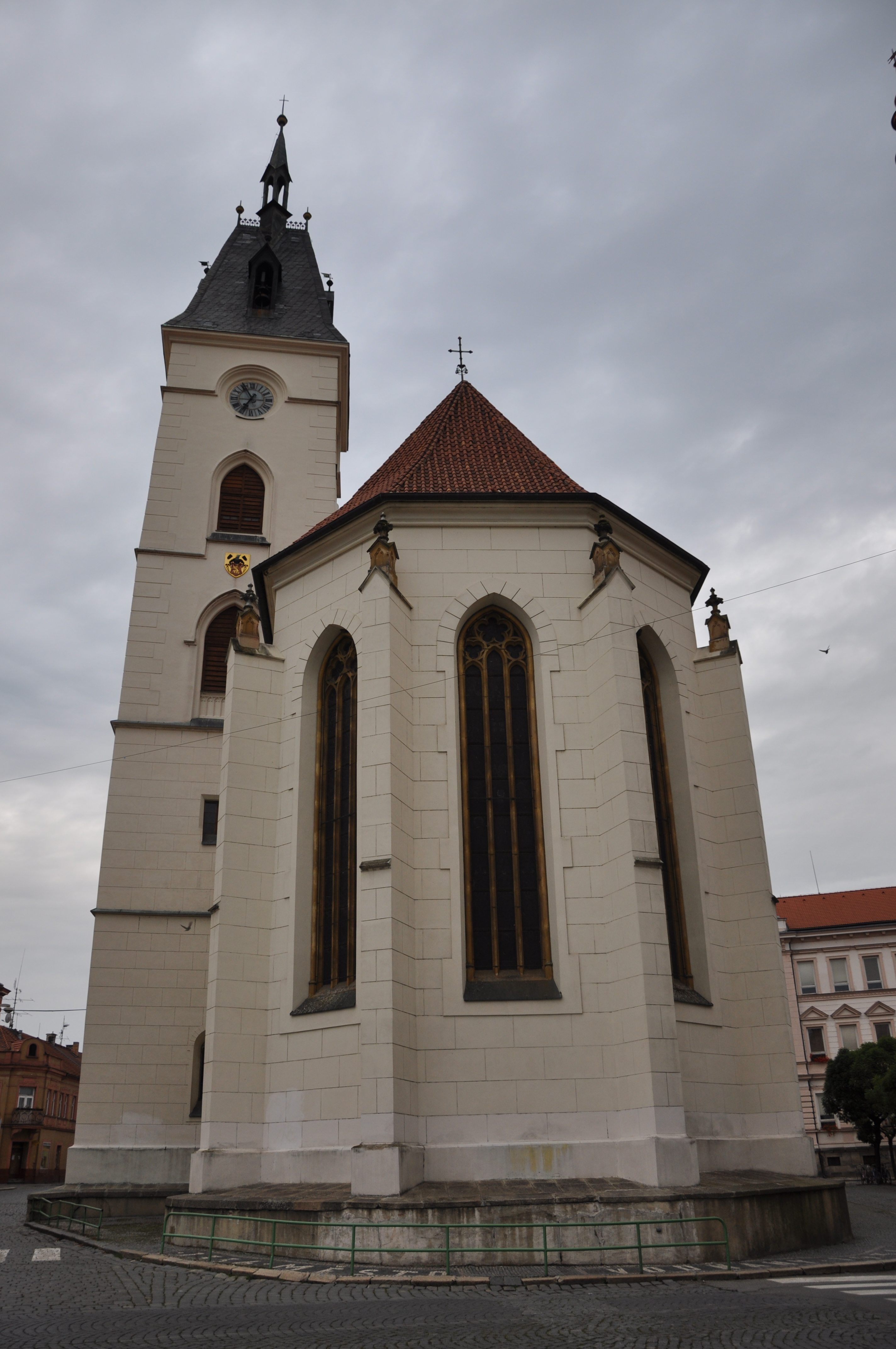
Východní průčelí, pohled od náměstí
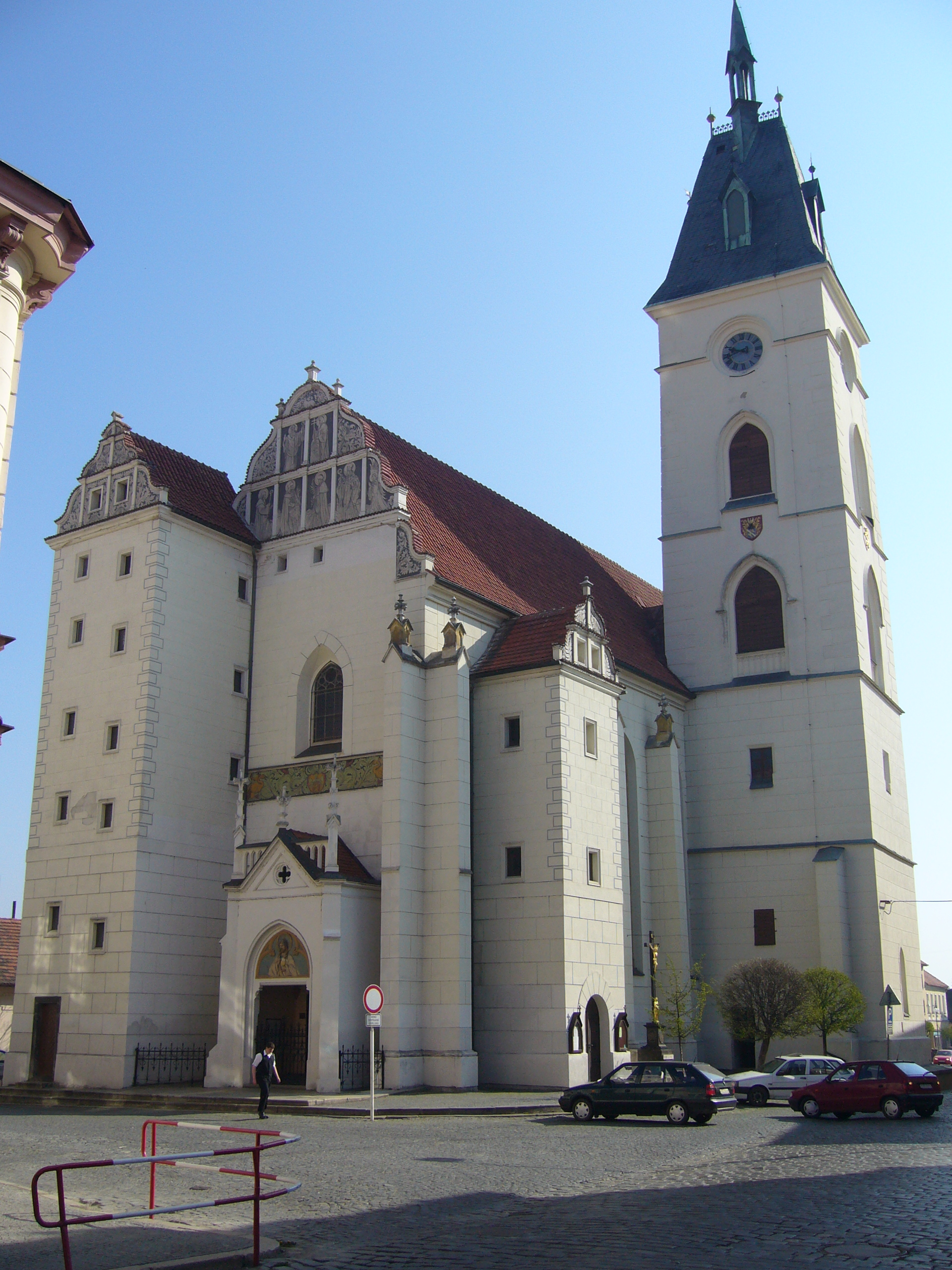
Západní průčelí
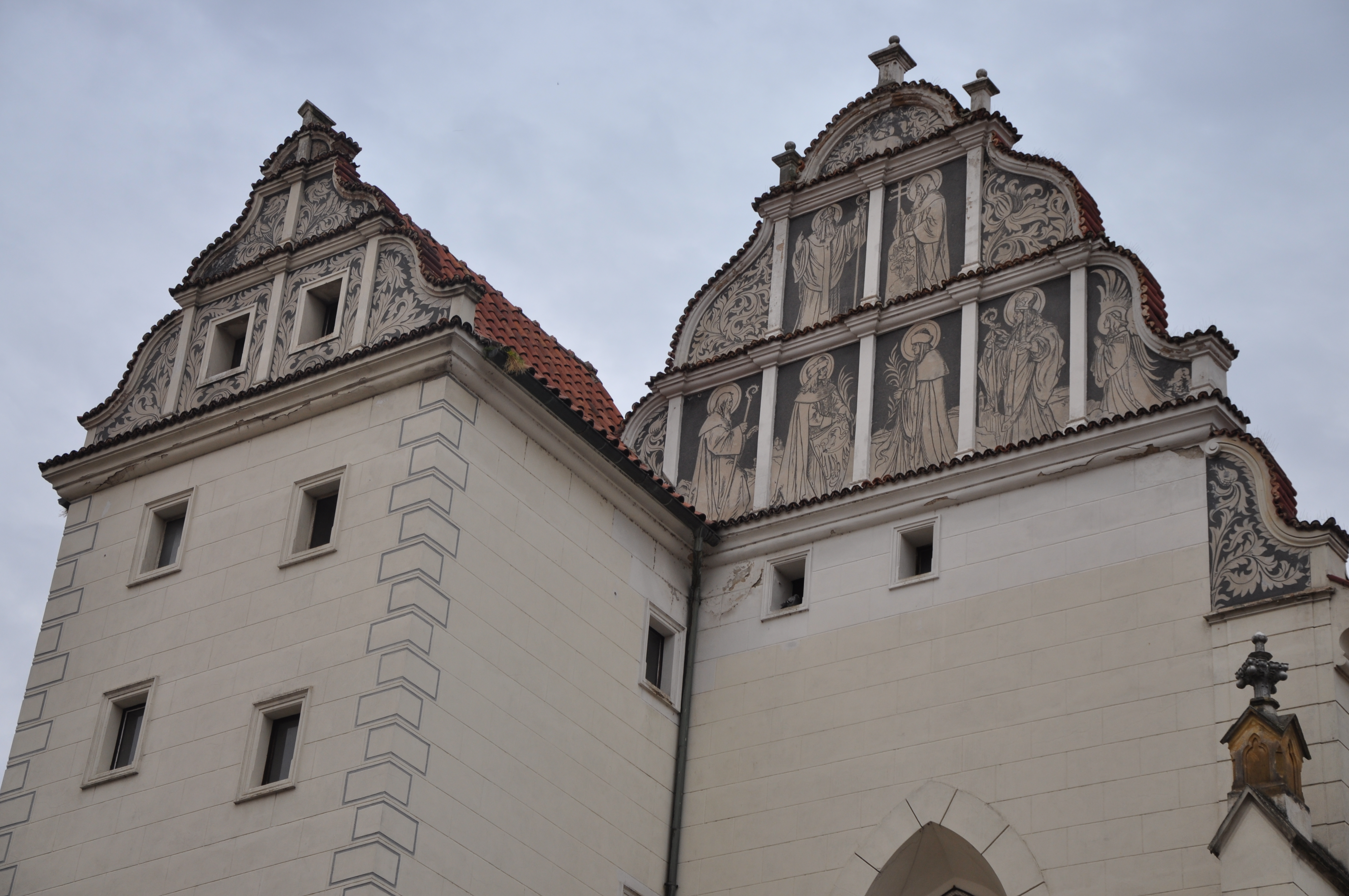
Sgrafita na západních štítech dle návrhu Mikoláše Alše
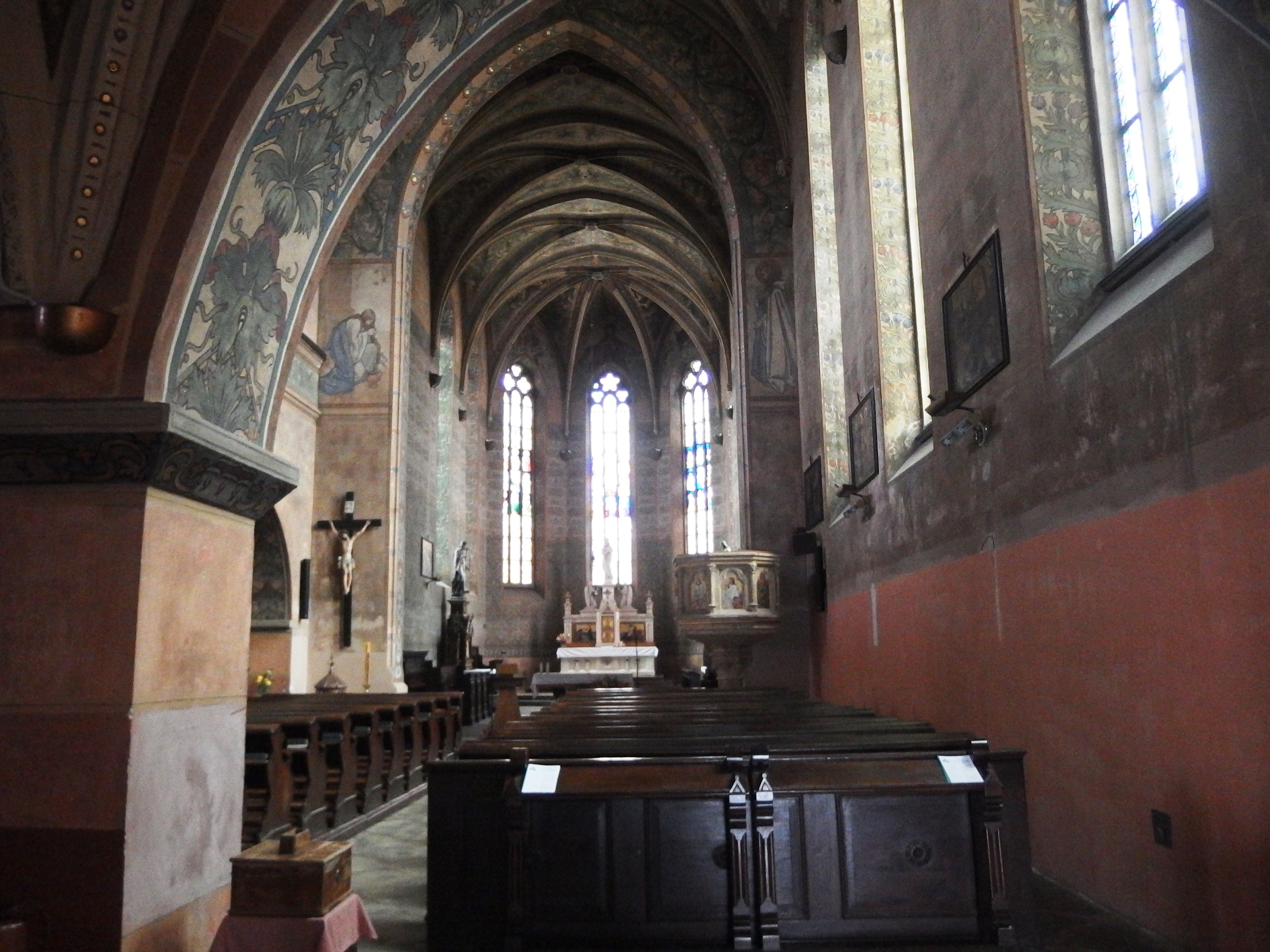
Malby v interiéru dle návrhu Mikoláše Alše
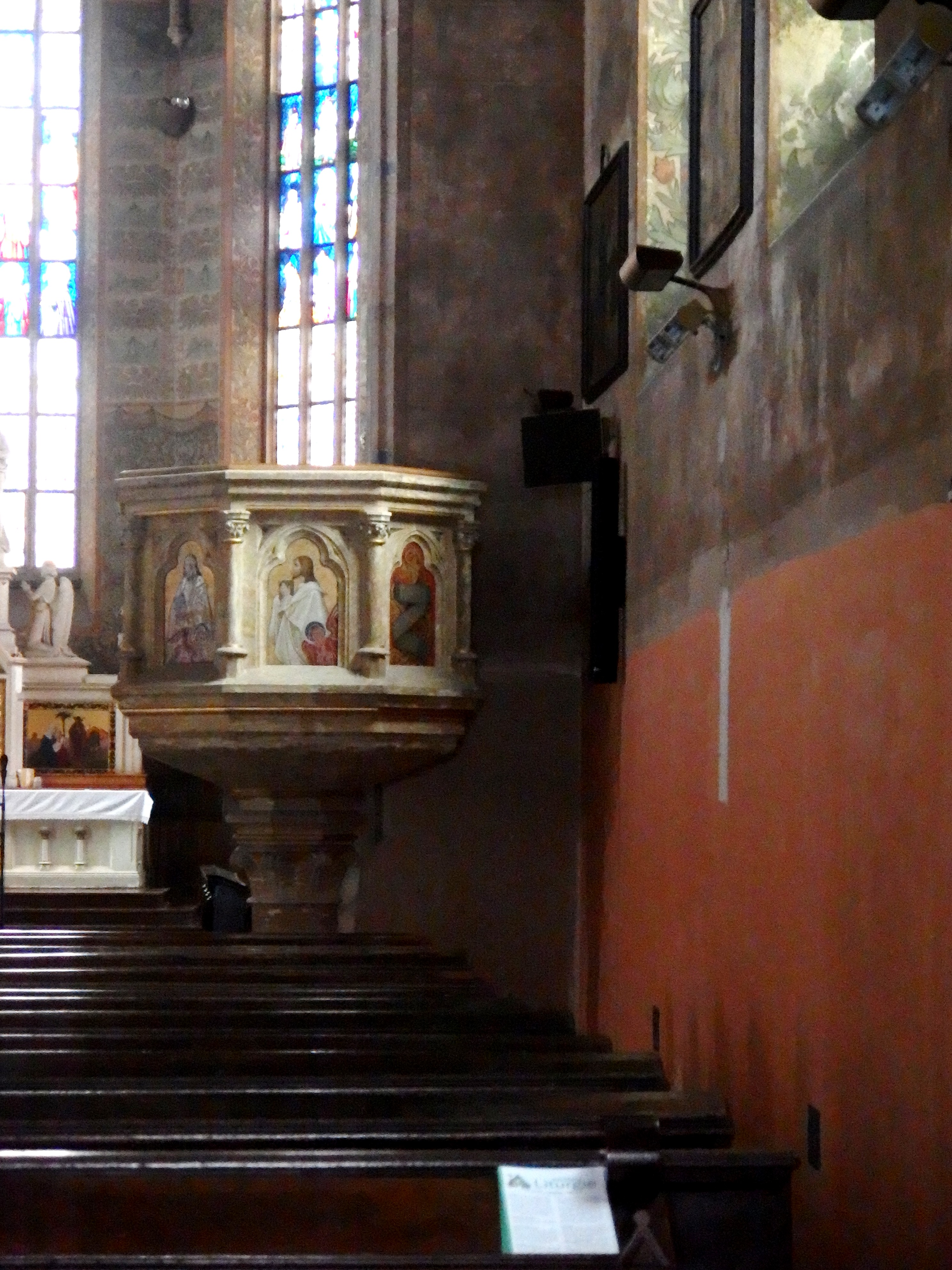
Kazatelna s vyobrazením čtyř evangelistů od Josefa Bosáčka
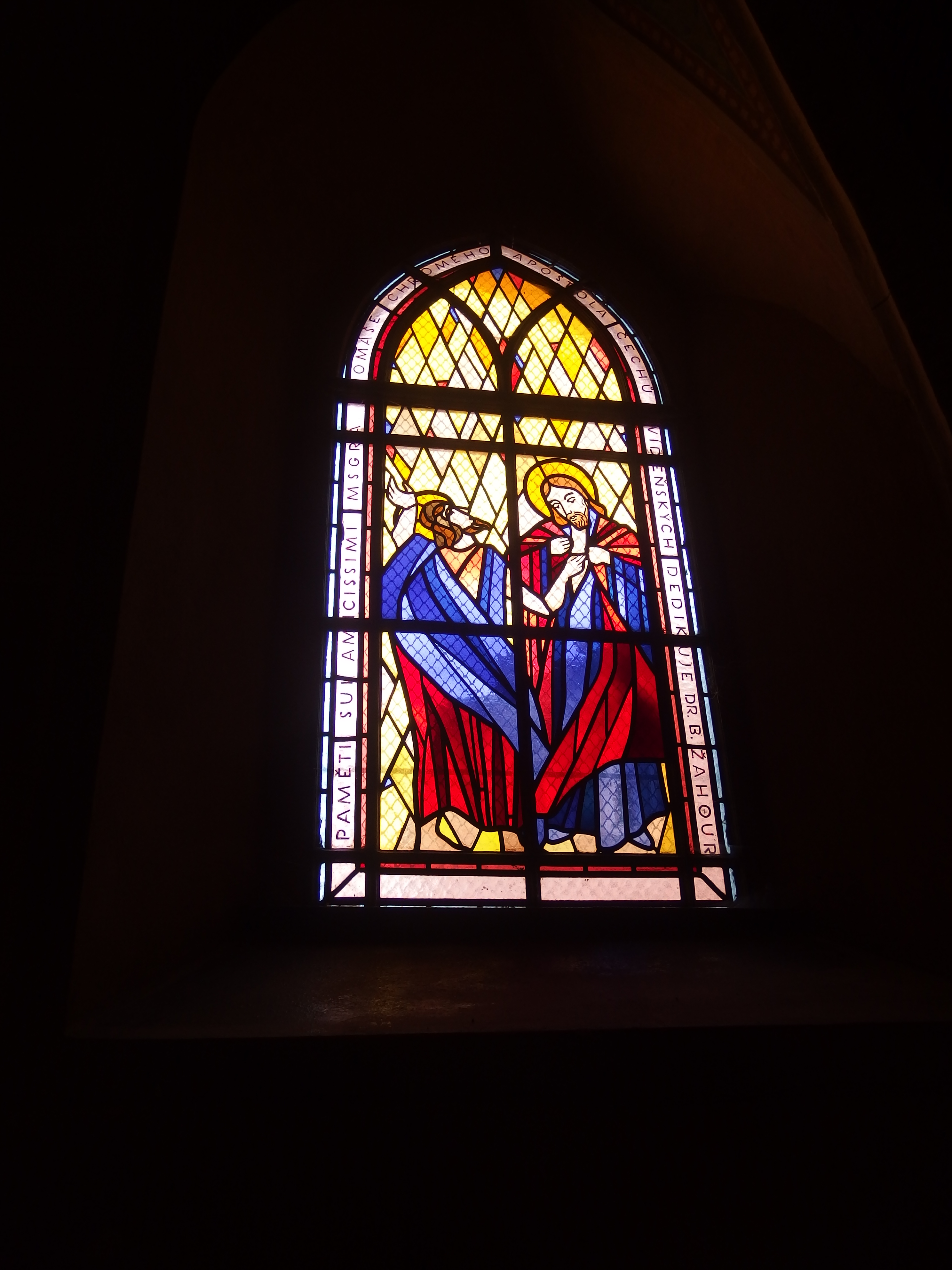
Vitrážové okno